# Spiritual Cramp
Spiritual Cramp — американський панк-рок гурт, створений у Сан-Франциско, штат Каліфорнія, у 2017 році. Музичний стиль гурту включає елементи різних жанрів, зокрема нью-вейв, класичний панк, реггі та альтернативний рок 1990-х років. 

## Історія
У 2016 році Майкл Бінгем і Майкл Фентон залишили гурт Creative Adult, щоб створити гурт Spiritual Cramp. Назва гурту навіяна піснею "Spiritual Cramp" з альбому гурту Christian Death, Only Theatre of Pain. Їх вважали частиною хардкор-сцени Каліфорнійського узбережжя разом з іншими гуртами, такими як Drain, Militarie Gun, Scowl і Zulu.
У 2017 році гурт випустив свій перший мініальбом, Mass Hysteria, який привернув увагу лейбла Blue Grape Music, з яким вони згодом підписали контракт.
У листопаді 2023 року гурт випустив однойменний студійний альбом. Альбом був спродюсований Майклом Бінгемом і Майклом Фентоном, а також додатковим продюсером Карлосом де ла Гарза (Carlos de la Garza), який відомий своєю роботою з гуртами Paramore, M83.

## Склад гурту
- Майкл Бінгем (Michael Bingham) — вокал,
- Майк Фентон (Mike Fenton) — бас,
- Джейкоб Бриз (Jacob Breeze) — гітара,
- Нейт Панті (Nate Punty) — ритм-гітара,
- Джуліан Сміт (Julian Smith) — барабани

## Дискографія

### Студійні альбоми
- Television (2018)
- Spiritual Cramp (2023)

### Мініальбоми
- Mass Hysteria (2017)
- Police State (2018)
- Here Comes More Bad News (2021)

### Сингли
- "Nah, That Ain't It / Phone Lines Down" (2023)